# Đại Xã
Đại Xã (tiếng Trung: 大社區; bính âm: Dà shèqū; Wade–Giles: Ta4-she4 Ch'ü1) là một khu (quận) của thành phố Cao Hùng, Trung Hoa Dân Quốc (Đài Loan). Cư dân trong quận có một tỷ lệ cao là dân gốc Triều Châu. Đại Xã có diện tích 26,5848 km², dân số vào tháng 8 năm 2011 là 33.202 người thuộc 11.869 hộ gia đình, mật độ cư trú đạt 1248,9 người/km².